# Degithina huttonii
Degithina huttonii är en stekelart som först beskrevs av Kirby 1881.  Degithina huttonii ingår i släktet Degithina och familjen brokparasitsteklar. Inga underarter finns listade i Catalogue of Life.